# Fédération cynologique internationale
La Fédération cynologique internationale (talvolta citata con l'acronimo FCI, in italiano Federazione cinologica internazionale) è una federazione internazionale delle associazioni di allevatori canini fondata nel 1911 da rappresentanti di Germania (Kartell für das Deutsche Hundewesen und Die Delegierten Kommission), Austria (Österreichischer Kynologenverband), Belgio (Société Royale Saint-Hubert), Francia (Société Centrale Canine) e Paesi Bassi (Raad van Beheer op Kynologisch Gebied in Nederland). All'inizio del 2018 aderiscono alla FCI associazioni cinologiche in rappresentanza di 88 nazioni.
La federazione riconosce 370 razze distinte, ognuna appartenente ad una specifica nazione di origine, che rimane responsabile della stesura dello standard di razza. La FCI provvede alla traduzione e all'aggiornamento della documentazione nelle lingue ufficiali. Sia gli standard che i regolamenti internazionali sono disponibili in inglese, spagnolo, tedesco e francese.

## Razze canine riconosciute dall'FCI
Le razze canine sono suddivise dall'FCI in 10 gruppi: (vedi l'elenco completo delle razze canine qui)
- Gruppo 1: cani da pastore e bovari (esclusi bovari svizzeri)
- Gruppo 2: cani di tipo pinscher - schnauzer - molossoidi - bovari svizzeri
- Gruppo 3: terrier
- Gruppo 4: bassotti
- Gruppo 5: cani di tipo primitivo - spitz
- Gruppo 6: Segugi e cani per pista di sangue
- Gruppo 7: cani da ferma
- Gruppo 8: cani da cerca, da riporto e da acqua
- Gruppo 9: cani da compagnia
- Gruppo 10: levrieri

## Membri della  FCI
| Paese                 | Nome socio                                         |
| --------------------- | -------------------------------------------------- |
| Internazionale        | Fédération cynologique internationale              |
| Argentina             | Federación Cinológica Argentina                    |
| Australia             | Australian National Kennel Council                 |
| Austria               | Österreichische Kynologenverband                   |
| Bahrein               | Kennel Club of Bahrain                             |
| Belgio                | Société Royale Saint-Hubert                        |
| Bielorussia           | Belorussian Cynological Union                      |
| Bolivia               | Kennel Club Boliviano                              |
| Bosnia ed Erzegovina  | Unija Kinoloskih Saveza Bosne                      |
| Brasile               | Confederaçao Brasileira de Cinofilia               |
| Bulgaria              | Bulgarian Republican Federation of Cynology        |
| Cile                  | Kennel Club de Chile                               |
| Cipro                 | Cyprus Kennel Club                                 |
| Colombia              | Asociación Club Canino Colombiano                  |
| Corea del Sud         | Korean Canine Club                                 |
| Costa Rica            | Asociación Canófila Costarricense                  |
| Croazia               | Hrvatski Kinoloski Savez                           |
| Cuba                  | Federación Cinólogica de Cuba                      |
| Danimarca             | Dansk Kennel Club                                  |
| Ecuador               | Asociación Ecuatoriana de Registros Caninos        |
| El Salvador           | Asociación Canófila Salvadoreña                    |
| Estonia               | Eesti Kennelliit                                   |
| Filippine             | Philippine Canine Club                             |
| Finlandia             | Suomen Kennelliitto                                |
| Francia               | Société Centrale Canine                            |
| Georgia               | Fédération Cynologique de Géorgie                  |
| Germania              | Verband für das Deutsche Hundewesen                |
| Giappone              | Japan Kennel Club                                  |
| Gibilterra            | Gibraltar Kennel Club                              |
| Grecia                | Kennel Club of Greece                              |
| Guatemala             | Asociación Guatemalteca de Criadores de Perros     |
| Honduras              | Asociación Canófila de Honduras                    |
| Hong Kong             | Hong Kong Kennel Club                              |
| India                 | Kennel Club of India                               |
| Indonesia             | All Indonesia Kennel Club                          |
| Irlanda               | Irish Kennel Club                                  |
| Islanda               | Hundaræktarfélags Íslands                          |
| Israele               | Israel Kennel Club                                 |
| Italia                | Ente nazionale cinofilia italiana                  |
| Kazakistan            | Union of Cynologists of Kazakstan                  |
| Lettonia              | Latvian Cynological Federation                     |
| Lituania              | Lietuvos Kinologu Draugija                         |
| Lussemburgo           | Union Cynologique Saint Hubert Luxembourg          |
| Macedonia             | Kennel Association of the Republic of Macedonia    |
| Malesia               | Malaysian Kennel Association                       |
| Malta                 | Malta Kennel Club                                  |
| Marocco               | Société Centrale Canine Marocaine                  |
| Messico               | Federacíon Canófila Mexicana                       |
| Moldavia              | Moldavian Kennel Union                             |
| Nicaragua             | Asociación Canina Nicaragüense                     |
| Norvegia              | Norsk Kennel Klub                                  |
| Nuova Zelanda         | New Zealand Kennel Club                            |
| Paesi Bassi           | Raad van Beheer op Kynologisch Gebied in Nederland |
| Panamá                | Club Canino de Panamá                              |
| Paraguay              | Paraguay Kennel Club                               |
| Perù                  | Kennel Club Peruano                                |
| Polonia               | Związek Kynologiczny w Polsce                      |
| Porto Rico            | Federación Canófila de Puerto Rico                 |
| Portogallo            | Clube Português de Canicultura                     |
| Principato di Monaco  | Société Canine de Monaco                           |
| Repubblica Ceca       | Ceskomoravská Kynologická Unie                     |
| Repubblica Dominicana | Federación Canina Dominicana                       |
| Romania               | Asociatia Chinologica Romana                       |
| Russia                | Russian Kynological Federation                     |
| San Marino            | Kennel Club San Marino                             |
| Singapore             | Singapore Kennel Club                              |
| Slovacchia            | Slovenska Kynologicka Jednota                      |
| Slovenia              | Slovenian Kennel Club                              |
| Spagna                | Real Sociedad Canina de España                     |
| Sri Lanka             | Kennel Association of Sri Lanka                    |
| Sudafrica             | Kennel Union of Southern Africa                    |
| Svezia                | Svenska Kennelklubben                              |
| Svizzera              | Société Cynologique Suisse                         |
| Taiwan                | Kennel Club of Taiwan                              |
| Thailandia            | Kennel Club of Thailand                            |
| Ucraina               | Ukrainian Kennel Union                             |
| Ungheria              | Magyar Ebtenyésztök Orszagos Egyesülete            |
| Uruguay               | Kennel Club Uruguayo                               |
| Uzbekistan            | Cynological Federation of Uzbekistan               |
| Venezuela             | Federación Canina de Venezuela                     |

## Altre organizzazioni
Altre importanti associazioni cinofile che non aderiscono alla FCI sono:
| Paese       | Associazione           |
| ----------- | ---------------------- |
| Regno Unito | The Kennel Club 1      |
| Stati Uniti | American Kennel Club 2 |
| Stati Uniti | United Kennel Club 3   |